# ユーロビジョン・ソング・コンテスト1973
ユーロビジョン・ソング・コンテスト1973こと第18回ユーロビジョン・ソング・コンテスト（フランス語: Concours Eurovision de la chanson 1973）は1973年4月7日（土曜日）にルクセンブルクのルクセンブルク・グランド劇場で開催された。
製作はCLTテレ・ルクセンブルク。プレゼンターのヘル・ガギトンはフランス語、英語、ドイツ語を使用。指揮者はピエール・カオ他、各国各1名、合計17名。放送時間は1時間40分。

## 参加国及び放送ネットワーク
1増2減で、17ヶ国となった。
新規参入はイスラエル。欧州以外からの初参加となった(ただしEBU欧州放送連合には正式に加盟している)。
マルタがエントリー期限を過ぎて失格。理由は明かされてはいないが、オーストリアはこの回から3回連続欠場となった。
- (17)　 テレ・ルクセンブルク+RTLラジオ

| - (1) iba イスラエル放送局 (TV) - (9) アイルランド放送協会 (TV,ラジオ) - (9) ポルトガル国営テレビRTP1 ・ポルトガル国営ラジオRDP1 - (12) フィンランド国営放送 (TV1,ラジオ1) - (13) テレビシオン・エスパニョーラ1 - (13) JRT ユーゴスラビア放送協会 (ベオグラードTVB1,ザグレブTVZ1,リュブリャナTVL1) - (13) NRK ノルウェー放送協会 (TV,ラジオP1) - (14) SR スウェーデン放送 (TV1,ラジオP3) - (15) TMC テレ・モンテカルロ | - (16) 英国放送協会 (TV1,ラジオ1,BFBS英国軍放送ラジオ) - (18) ドイツ公共放送連盟 (ドイツTV1,DLFドイツ放送ラジオ) - (18) オランダ放送協会 (オランダ1TV) - (18) ベルギー放送 BRT蘭語放送(TV,ラジオ1),RTB仏語放送(TV,ラジオ1) - (18) ORTFフランス国営放送(TV1,国際放送ラジオ) - (18) スイス放送協会 (tsr仏語放送TV,DSR独語放送TV,TSI伊語放送TV) - (18) イタリア放送協会 (国民テレビ) |

( )内数字は参加回数
不参加ながら中継放送を実施した局・ORF オーストリア放送協会 ・TVM テレビ・マルタ ・EIPT ギリシャ国営放送 ・RÚV アイスランド国営放送・TRT トルコ国営放送

## 規則の変更
1965年にスウェーデン代表が自国の公用語ではない英語で歌唱し論争になったことから、翌年から自国の言語で歌うことが義務付けられていたが、これを廃止。言語の選択が自由化された。この大会では、フィンランド、ノルウェー、スウェーデンが早速英語で歌唱することになった。これは、次回 ABBAが「恋のウォータルー」を英語で歌って大ヒットするキッカケとなった。しかし、この自由化は1976年迄で一旦終了、1977から1999年の間は、再び自国語での歌唱が義務付けられることになった。

## セキュリティの強化
今大会は、セキュリティ対策が非常に強化され、聴衆は静かに着席しているよう呼びかけられた。
その理由は3つある。
- ルクセンブルク大公家のマリー·アストリッド大公女、マルガレータ大公女、ギヨーム大公子が来場していたため。
- 前年のエディンバラ大会中に、アイルランド代表が不審者に泥水を掛けられた事件の再発防止(北アイルランド紛争の影響に対応)。
- イスラエルの初参加にあたって、ミュンヘンオリンピック事件のような惨事の防止(パレスチナ紛争の影響に対応)。

## 結果
優勝は、ルクセンブルク代表アンヌ＝マリー・デヴィッドの「愛は美わしく」。満点の80%にあたる129点を獲得し、ルクセンブルクは2連覇を果たすことになった。
フランス(IFOP)、ノルウェー(ヴェーゲー・リスタ)で最高位2位オランダ（ネーダラントス・トップ40で3位、そして全英シングルチャートでは英語版が13位を記録した。(fr:Tu te reconnaîtras)
2位となったスペイン代表モセダデスの「エレス・トウ」は、1966年ユーゴスラビア代表ベルタ・アンブロシュの"Brez besed"とイントロ部が似ていたため、盗作ではないかという下馬評もあったものの、投票結果は125点と、1位との差は僅か3ポイントだった。
スペイン、スイスで1位、北欧各国で2位、オランダ3位、ルクセンブルク4位、ドイツで7位だった他、海を超えたメキシコ、グアテマラ、パナマ、エルサルバドルで2位、ニュージーランド(NZBC)で3位、アメリカ(Billboard Hot 100)で 9位の大ヒット。これは、全編スペイン語で歌われた楽曲として唯一の全米トップ10入となった。
モセダデスは、バスク語、英語、ドイツ語、フランス語、イタリア語でも録音。ナナ・ムスクーリ、ペトゥラ・クラーク、ペリー・コモ、ビング・クロスビー、ジョニー・マティス、マントヴァーニ楽団、パーシー・フェイス楽団 他、多数のカバーが生まれた。カバーの中には、今回英語歌唱した参加国の言語であるオランダ語、ノルウェー語、スウェーデン語、フィンランド語が含まれているばかりではなく、参加していなかった国の言語　デンマーク語、チェコ語、エストニア語、アフリカーンス語、ベトナム語、韓国語などがあり、いかにこの楽曲が世界中に愛されたかを物語っている。(es:Eres tú及びen:Eres tú)
| 登場順 | 国名           | 言語             | アーティスト名                                | 曲目 (en:英題)/(他言語)                            | 順位 | 得点 |
| ------ | -------------- | ---------------- | --------------------------------------------- | -------------------------------------------------- | ---- | ---- |
| 01     | フィンランド   | 英語             | Marion Rung マリオン・ルング                  | Tom Tom Tom                                        | 6    | 93   |
| 02     | ベルギー       | オランダ語、英語 | Nicole & Hugo ニコール＆ヒューゴ              | Baby Baby                                          | 17   | 58   |
| 03     | ポルトガル     | ポルトガル語     | Fernando Tordo フェルナンド・トルド           | Tourada                                            | 10   | 80   |
| 04     | 西ドイツ       | ドイツ語         | Gitte ギッテ                                  | Junger Tag (en: Hello Today)                       | 8    | 85   |
| 05     | ノルウェー     | 英語、フランス語 | Bendik Singers ベンディック・シンガーズ       | It's just a game (no: Å for et spill)              | 7    | 89   |
| 06     | モナコ         | フランス語       | Marie マリー                                  | Un train qui part                                  | 8    | 85   |
| 07     | スペイン       | スペイン語       | Mocedades モセダデス                          | Eres Tu (en: Touch the wind)                       | 2    | 125  |
| 08     | スイス         | フランス語       | Patrick Juvet パトリック・ジュベ              | Je vais me marier, Marie                           | 12   | 79   |
| 09     | ユーゴスラビア | ボスニア語       | Zdravko Čolić ズドラヴコ・チョリッチ          | Gori vatra                                         | 15   | 65   |
| 10     | イタリア       | イタリア語       | Massimo Ranieri マッシモ・ラニエリ            | Chi Sarà Con Te                                    | 13   | 74   |
| 11     | ルクセンブルク | フランス語       | Anne-Marie David アンヌ＝マリー・デヴィッド   | Tu te reconnaîtras (en: Wonderful dream)           | 1    | 129  |
| 12     | スウェーデン   | 英語             | The Nova and The Dolls ノヴァ＆ドールズ       | You are summer (sv: Sommar'n som aldrig säger nej) | 5    | 94   |
| 13     | オランダ       | オランダ語       | Ben Cramer ベン・クレイマー                   | De oude muzikant                                   | 14   | 69   |
| 14     | アイルランド   | 英語             | Maxi マキシ                                   | Do I Dream                                         | 10   | 80   |
| 15     | イギリス       | 英語             | Cliff Richard クリフ・リチャード              | Power to All Our Friends                           | 3    | 123  |
| 16     | フランス       | フランス語       | Martine Clémenceau マルティーヌ・クレマンソー | Sans toi                                           | 15   | 65   |
| 17     | イスラエル     | ヘブライ語       | אילנית イラニット                             | אי שם                                              | 4    | 97   |

### 得点表
|          |                   | 審査員      | 審査員         | 審査員      | 審査員         | 審査員   | 審査員      | 審査員   | 審査員               | 審査員      | 審査員               | 審査員            | 審査員      | 審査員            | 審査員      | 審査員      | 審査員         | 審査員 | 審査員 | 審査員 |
| 合 計    | フ ィ ン ラ ン ド | ベ ル ギ 丨 | ポ ル ト ガ ル | 西 ド イ ツ | ノ ル ウ ェ 丨 | モ ナ コ | ス ペ イ ン | ス イ ス | ユ 丨 ゴ ス ラ ビ ア | イ タ リ ア | ル ク セ ン ブ ル ク | ス ウ ェ 丨 デ ン | オ ラ ン ダ | ア イ ル ラ ン ド | イ ギ リ ス | フ ラ ン ス | イ ス ラ エ ル |        |        |        |
| -------- | ----------------- | ----------- | -------------- | ----------- | -------------- | -------- | ----------- | -------- | -------------------- | ----------- | -------------------- | ----------------- | ----------- | ----------------- | ----------- | ----------- | -------------- | ------ | ------ | ------ |
| 出 場 者 | フィンランド      | 93          |                | 9           | 5              | 6        | 6           | 5        | 6                    | 6           | 7                    | 2                 | 6           | 7                 | 5           | 5           | 9              | 4      | 5      |        |
| 出 場 者 | ベルギー          | 58          | 4              |             | 3              | 4        | 3           | 6        | 6                    | 4           | 4                    | 2                 | 4           | 2                 | 3           | 4           | 5              | 2      | 2      |        |
| 出 場 者 | ポルトガル        | 80          | 4              | 6           |                | 5        | 5           | 4        | 8                    | 8           | 6                    | 3                 | 4           | 2                 | 5           | 4           | 5              | 6      | 5      |        |
| 出 場 者 | 西ドイツ          | 85          | 2              | 5           | 6              |          | 4           | 5        | 9                    | 7           | 4                    | 3                 | 7           | 6                 | 5           | 6           | 5              | 7      | 4      |        |
| 出 場 者 | ノルウェー        | 89          | 8              | 5           | 5              | 6        |             | 7        | 6                    | 7           | 6                    | 5                 | 7           | 3                 | 3           | 3           | 3              | 6      | 9      |        |
| 出 場 者 | モナコ            | 85          | 6              | 3           | 2              | 4        | 3           |          | 6                    | 5           | 9                    | 8                 | 6           | 4                 | 5           | 6           | 9              | 5      | 4      |        |
| 出 場 者 | スペイン          | 125         | 3              | 8           | 9              | 9        | 4           | 9        |                      | 8           | 9                    | 10                | 8           | 7                 | 10          | 10          | 4              | 9      | 8      |        |
| 出 場 者 | スイス            | 79          | 4              | 3           | 3              | 4        | 7           | 5        | 7                    |             | 6                    | 4                 | 6           | 3                 | 8           | 7           | 7              | 2      | 3      |        |
| 出 場 者 | ユーゴスラビア    | 65          | 5              | 3           | 3              | 4        | 2           | 5        | 8                    | 6           |                      | 2                 | 4           | 2                 | 4           | 5           | 4              | 4      | 4      |        |
| 出 場 者 | イタリア          | 74          | 2              | 5           | 3              | 5        | 5           | 5        | 5                    | 7           | 5                    |                   | 5           | 5                 | 4           | 4           | 5              | 5      | 4      |        |
| 出 場 者 | ルクセンブルク    | 129         | 6              | 6           | 8              | 7        | 8           | 7        | 6                    | 10          | 9                    | 9                 |             | 8                 | 9           | 8           | 10             | 10     | 8      |        |
| 出 場 者 | スウェーデン      | 94          | 8              | 4           | 4              | 5        | 8           | 5        | 7                    | 9           | 6                    | 5                 | 6           |                   | 6           | 5           | 7              | 4      | 5      |        |
| 出 場 者 | オランダ          | 69          | 4              | 4           | 2              | 5        | 5           | 4        | 5                    | 5           | 5                    | 4                 | 7           | 3                 |             | 5           | 3              | 6      | 2      |        |
| 出 場 者 | アイルランド      | 80          | 3              | 7           | 2              | 4        | 6           | 6        | 7                    | 5           | 5                    | 5                 | 6           | 5                 | 6           |             | 5              | 4      | 4      |        |
| 出 場 者 | イギリス          | 123         | 9              | 6           | 6              | 7        | 7           | 8        | 4                    | 8           | 8                    | 5                 | 10          | 9                 | 10          | 9           |                | 8      | 9      |        |
| 出 場 者 | フランス          | 65          | 4              | 3           | 2              | 4        | 4           | 5        | 5                    | 4           | 7                    | 2                 | 3           | 5                 | 5           | 5           | 5              |        | 2      |        |
| 出 場 者 | イスラエル        | 97          | 6              | 6           | 5              | 7        | 5           | 7        | 4                    | 6           | 7                    | 7                 | 8           | 6                 | 6           | 7           | 5              | 5      |        |        |

## 歌詞
各曲の歌詞については以下を参照のこと
Diggiloo Thrush